# Spiranthes vernalis
Spiranthes vernalis é uma espécie de orquídea pertencente ao gênero Spiranthes, nativa do leste dos Estados Unidos da América.

## Sinônimos
- Gyrostachys vernalis (Engelm. & A. Gray) Kuntze (1891)
- Ibidium vernalis (Engelm. & A. Gray) House (1905)
- Triorchis vernalis (Engelm. & A. Gray) House (1920)
- Ophrys aestivalis Michx. (1803)
- Spiranthes ensifolia Rchb.f. (1856)
- Spiranthes graminea var. praecox Britton, Sterns & Poggenb. (1888)
- Gyrostachys ensifolia (Rchb.f.) Kuntze (1891)
- Gyrostachys praecox (Britton, Sterns & Poggenb.) Kuntze (1891)
- Gyrostachys reverchonii Small (1898)
- Spiranthes reverchonii (Small) K. Schum. (1898)
- Gyrostachys linearis Rydb. (1901)
- Gyrostachys xyridifolia Small (1903)
- Triorchis linearis (Rydb.) Nieuwl. (1913)
- Triorchis xyridifolia (Small) Britton (1918)
- Triorchis xyridifolia (Small) House (1920)